# 波音KC-46
波音KC-46「飞马座加油機」（KC-46 "Pegasus"），是一款由波音为美國空軍開發製造的空中加油機，以KC-767空中加油机作為基礎改进而来，而兩者均從波音767商用喷射客机衍生而成。2002年，美国空军決定用KC-767空中加油机取代老舊的KC-135E加油机後，但在2003年12月，这一合約因涉嫌贪污而終止。2011年2月，美國空軍宣布选择波音的KC-46，用来替换老旧的大约100架KC-135加油機。根据合約，第一批的18架生产型KC-46飞机预计在2018年初交付美国空军服役，2019年正式服役。美國空軍計劃到2027年共購買179架KC-46加油機。

## 发展
美国空军於2000代初開展采购计划，以取代其最早的100架KC-135E戰略加油機，最初由波音公司的KC-767中標。此加油机在2002年从国防部获得识别码KC-767A，並在2004年版的国防部机型识别码报告中首次出现。 
美國空軍決定使用KC-767後，便宣佈將會向波音租借100架。儘管受到不少批評，在2003年11月公佈了令人震驚的消息，空軍會購買80架KC-767和租用20架。
2003年12月，由於前採購人员达琳·德鲁杨受到貪污指控，五角大樓宣佈該計劃被凍結。記者Joseph Galloway在一篇一章中寫道，在國會調查期間發現A330的加油機的操作成本較KC-767低，更符合美軍需要。德鲁杨承認控罪，以「在公司合約生效期間與波音公司接觸尋求工作機會」為名判監九個月。此外波音財務總監迈克尔·希尔斯（Michael M. Sears）被革職，在2005年判監四個月，波音公司CEO菲力普·康迪特引咎辞职。國防部在2006年1月取消了KC-767的合約。

### 爭議
2017年，KC-46的RVS遠端視覺系統在測試中出現問題，在某些情況下，系統會產生失真的影像，增加了加油吊臂撞擊飛機的風險。2020年，美國空軍與波音公司達成協議，波音公司將設計RVS 2.0來取代目前的視覺系統，以彌補設計缺陷。
2019年3月，美國空軍相關人員對即將交付的KC-46加油機進行驗收檢查的時候，發現KC-46的機體存在“外源性異物”，美國空軍部長在4月2日為此事召開的眾議院聽證會上提到，竟然發現有扳手被遺落在金屬蒙皮里的情況，美軍認為這些問題很可能在飛行過程中帶來致命隱患因此拒絕採購，並勒令波音公司對其問題進行徹查。
在波音737MAX系列出現獅子航空610號班機空難與埃塞俄比亞航空302號班機空難後，波音公司的波音737MAX系列的全部飛機被各國陸續勒令停飛。隨後KC-46被揭發也擁有同樣的MCAS系統，由於這項特點，美國空軍開始審查KC-46的訓練。與737MAX不同的是，KC-46的MCAS系統是從雙冗餘迎角传感器獲取輸入，並可透過飛行員的操縱脫離系統。
2019年9月19日，美國空軍宣佈由於近期大部分KC-46發生貨艙地板鎖扣鬆脫現象，該機型被全面禁止用於貨物的人員運輸。同時，也發現該機型的輸油硬管控制系統存在硬體缺陷，其缺陷會對受油飛機的漆面造成損傷，從而使大部分匿蹤戰機失去匿蹤作用。目前波音已經承諾會對所有存在缺陷的KC-46進行免費的返廠維修。
2020年3月30日，美國空軍公佈KC-46出現「第一類瑕疵」，即嚴重缺陷。機組人員在一級和二級燃料隔層之間發現了燃油。波音公司也證實KC-46出現「過度燃油泄漏」。

## 使用國
- 美国

美国空军是主要買家，計劃購入179架飛馬加油機。首架加油機於2019年1月交付，較原訂的2016年遲了三年。截至2025年6月共交付94架
- - 美国空军装备司令部
    - 美国空军第412测试联队（英语：412th Test Wing）,爱德华兹空军基地（加利福尼亚州）
      - 美国空军第418测试中队（英语：418th Flight Test Squadron）

  - 美国空军教育训练司令部
    - 美国空军第97空中机动联队（英语：97th Air Mobility Wing）,阿尔特斯空军基地（英语：Altus AFB）（俄克拉荷马州）
      - 美国空军第56空中加油中队（英语：56th Air Refueling Squadron）

  - 美國空軍機動司令部
    - 美国空军第22空中加油联队（英语：22d Air Refueling Wing）,麦康奈尔空军基地（英语：McConnell AFB）(堪萨斯州）
      - 美国空军第344空中加油中队（英语：344th Air Refueling Squadron）

    - 美国空军第60空中机动联队（英语：60th Air Mobility Wing）,特拉维斯空军基地（加利福尼亚州）
      - 美国空军第6空中加油中队（英语：6th Air Refueling Squadron）
      - 美国空军第9空中加油中队（英语：9th Air Refueling Squadron）

    - 美国空军第305空中机动联队（英语：305th Air Mobility Wing）,麦圭尔空军基地(新泽西州)
      - 美国空军第2空中加油中队（英语：2nd Air Refueling Squadron）
      - 美国空军第32空中加油中队（英语：32nd Air Refueling Squadron）
      - 美国空军第911空中加油中队（英语：911th Air Refueling Squadron）,西摩·约翰逊空军基地（英语：Seymour Johnson AFB）(北卡罗来纳州)

  - 美國空軍預備役司令部
    - 美国空军第916空中加油联队（英语：916th Air Refueling Wing）
      - 美国空军第77空中加油中队（英语：77th Air Refueling Squadron）

  - 空軍國民警衛隊
    - 美国空军第108联队（英语：108th Wing）,麦圭尔空军基地(新泽西州)
      - 美国空军第141空中加油中队（英语：141st Air Refueling Squadron）
      - 美国空军第170空中加油中队（英语：170th Air Refueling Squadron）

    - 美国空军第157空中加油联队（英语：157th Air Refueling Wing） – 皮斯空中国民警卫队基地（英语：Pease Air National Guard Base）(新罕布什尔州)
      - 美国空军第133空中加油中队（英语：133rd Air Refueling Squadron）

- 日本

航空自衛隊已擁有4架KC-767加油機。2015年10月23日，日本宣布購入2架KC-46，讓自衛隊可以更有效地與美軍共同執行任務。空中巴士認為日本傾向購KC-46，所以決定不參加競標。2020年日本再增購4架KC-46，預計2023年交付。2021年10月31日，波音交付首架KC-46A給航空自衛隊，日本成為第一個擁有KC-46的外國客戶。
美國國家安全合作局（DSCA）2024年9月13日公告，美國國務院批准對日本出售9架KC-46A空中加油機及相關設備，總價值為41億美元。
- 以色列

2020年3月，美國國務院批准出售以色列空軍8架KC-46加油機、17具普惠PW4062型發動機及相關耗材連保養服務，總值24億美元。
2022年9月1日，以色列國防部宣布以9.27億美元，採購4架KC-46A空中加油機，將分批在2025年及2026年分批交機。

#### 未達成的投標方案
- 加拿大

2017年2月2日，波音公佈將參與投標加拿大皇家空軍的加油機合約，價值15億加元。然而，加拿大空軍於2021年4月，宣佈只有空中客车A330 MRTT符合中標要求，而KC-46則落選。
- 印度

2018年1月，印度空軍向空中巴士、波音和伊留申發出索取信息請求（Request For Information），計劃購入6架加油機。及後，僅有A330 MRTT及波音KC-46入選。至2022年4月，印方決定與印度斯坦航空有限公司合作，由以色列航太工業授權該公司將二手波音767民航機，改裝為767 MMTT加油機。
- 印度尼西亞

2018年1月，印尼空軍公佈飛行器現代化計劃，並指正研究購入A330 MRTT或波音KC-46。
- 波蘭

波音曾參與波兰空军的加油機競標。2014年12月，空中巴士宣布獲取了4架A330 MRTT訂單，來自波兰、荷蘭和挪威三國合伙。
- 大韓民國

2014年6月，波音遞交了南韓空軍4架加油機的競標書。2015年6月，南韓最終選擇了空中巴士A330 MRTT。
- 阿联酋

2019年5月，波音公司稱，獲取了阿聯酋的正式請求，希望購買3架KC-46A。

## 圖集

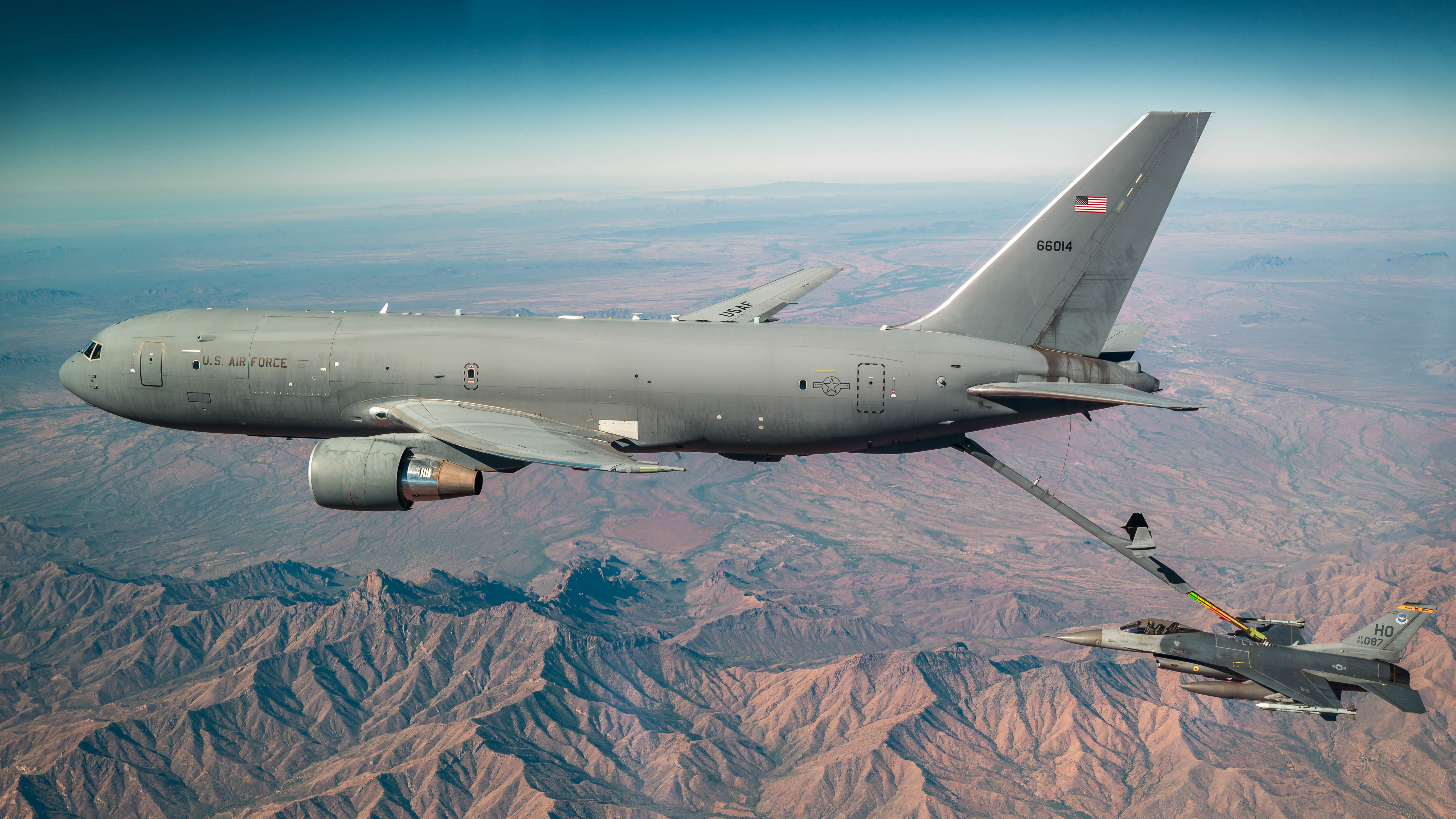
KC-46與F-16戰隼戰鬥機
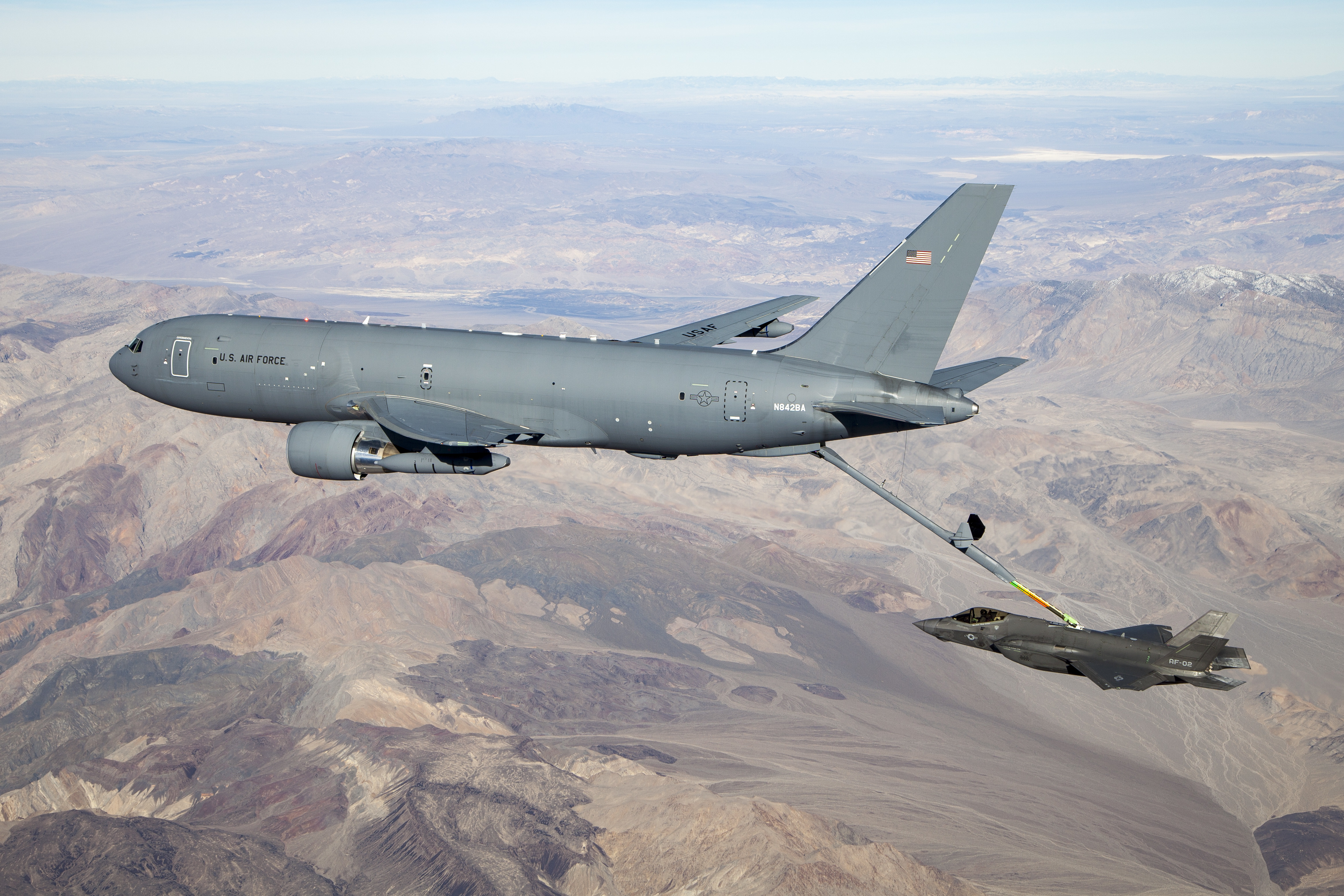
KC-46與F-35閃電II戰鬥機
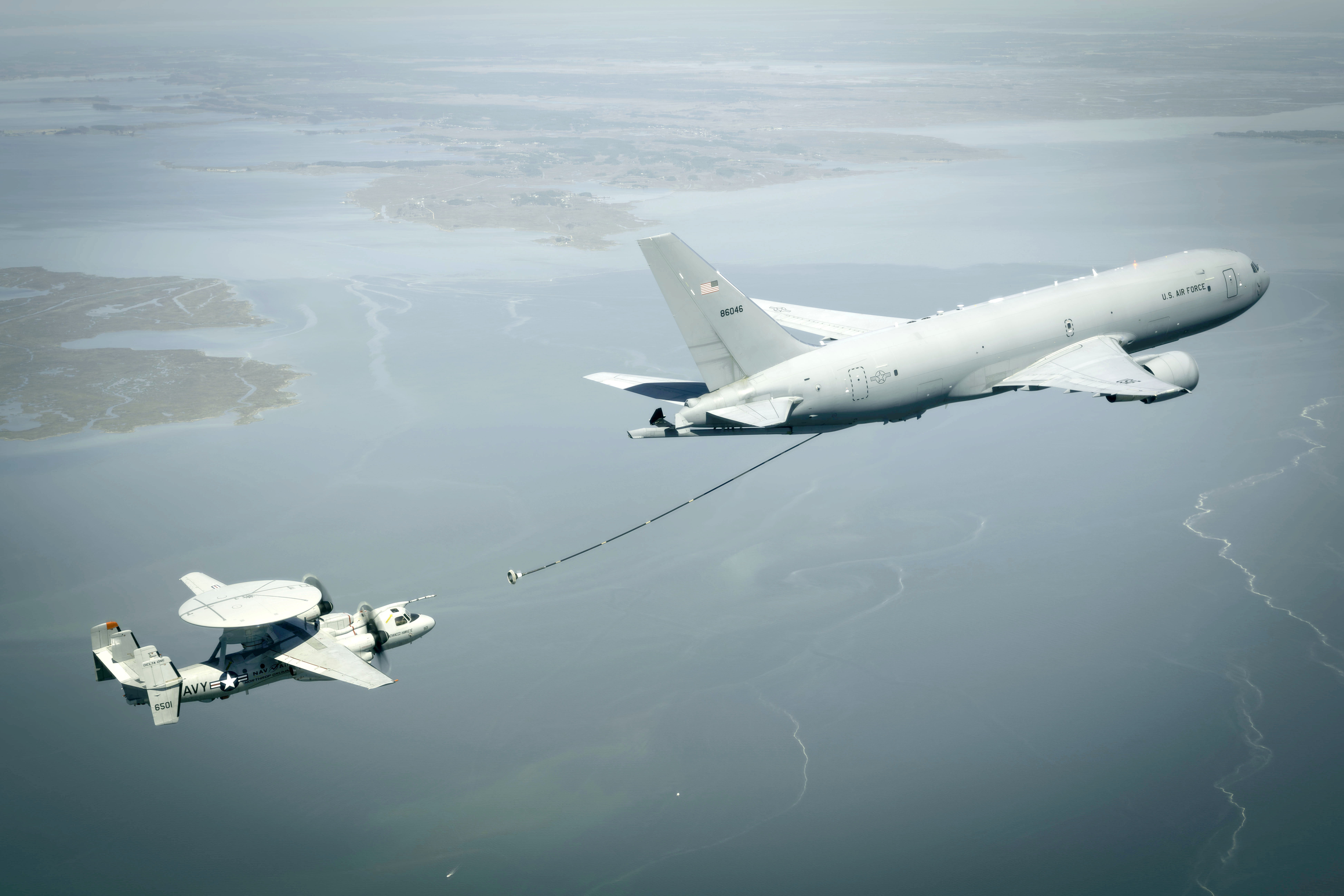
KC-46與E-2空中預警機
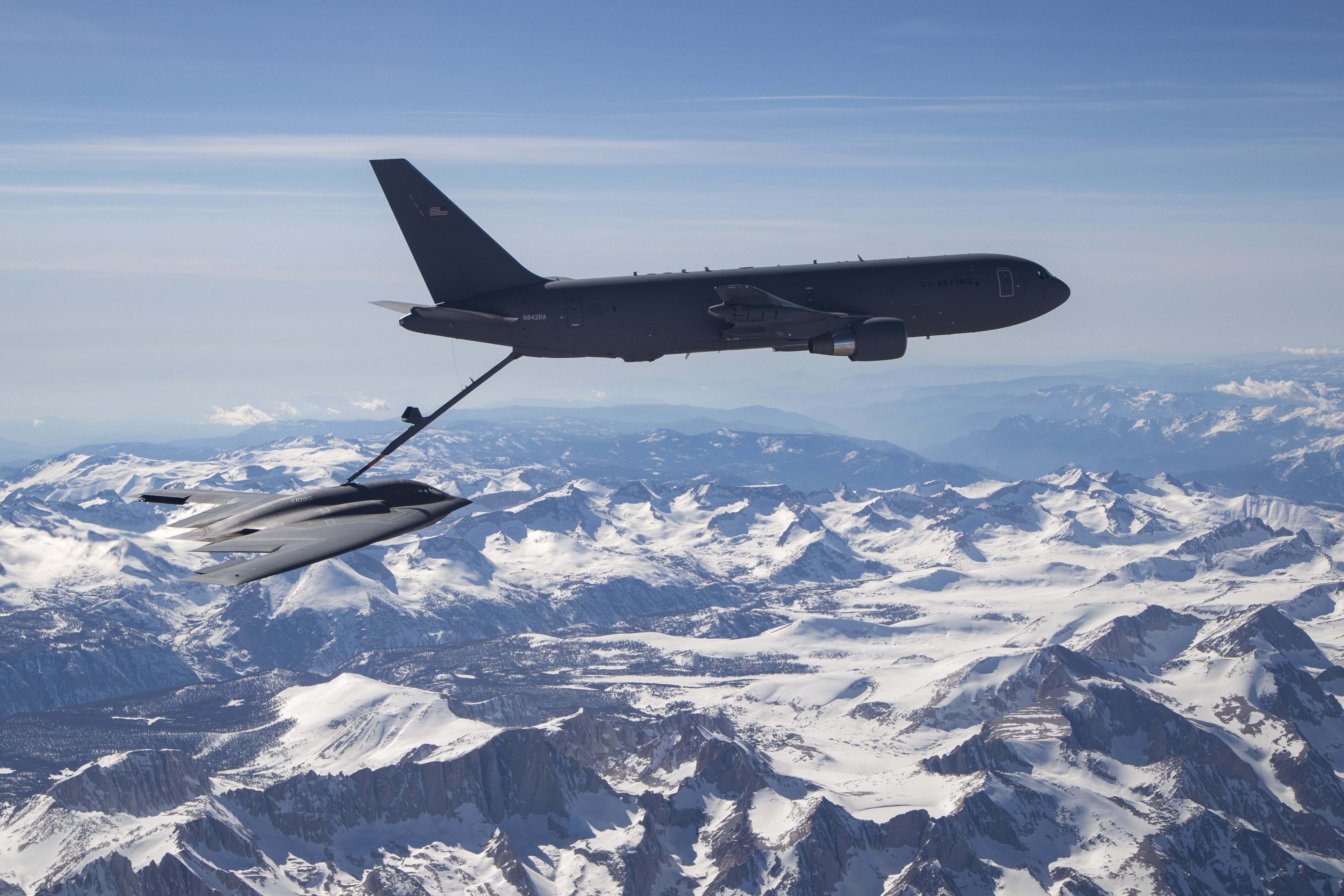
KC-46與B-2幽靈戰略轟炸機
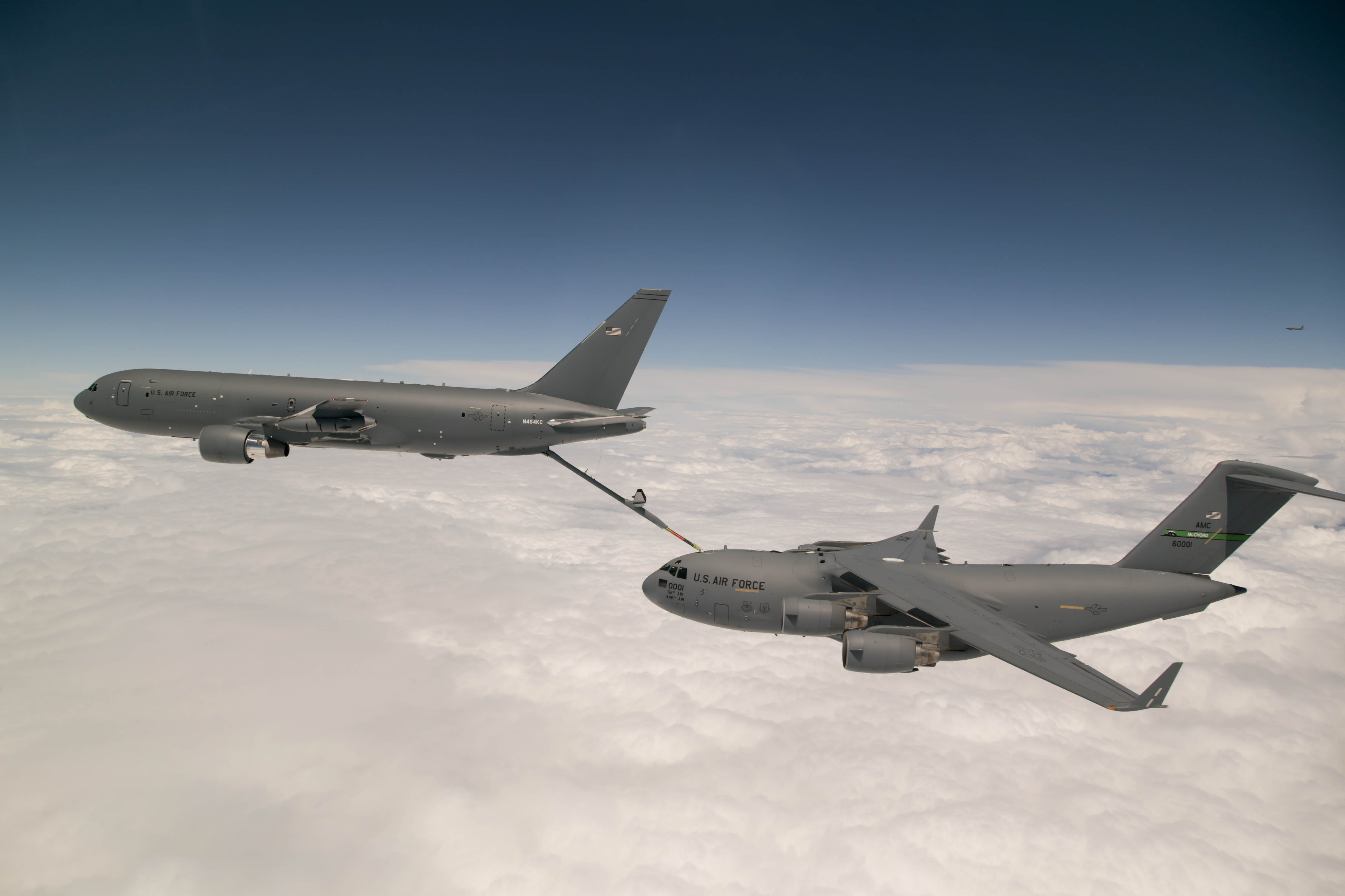
KC-46與C-17運輸機
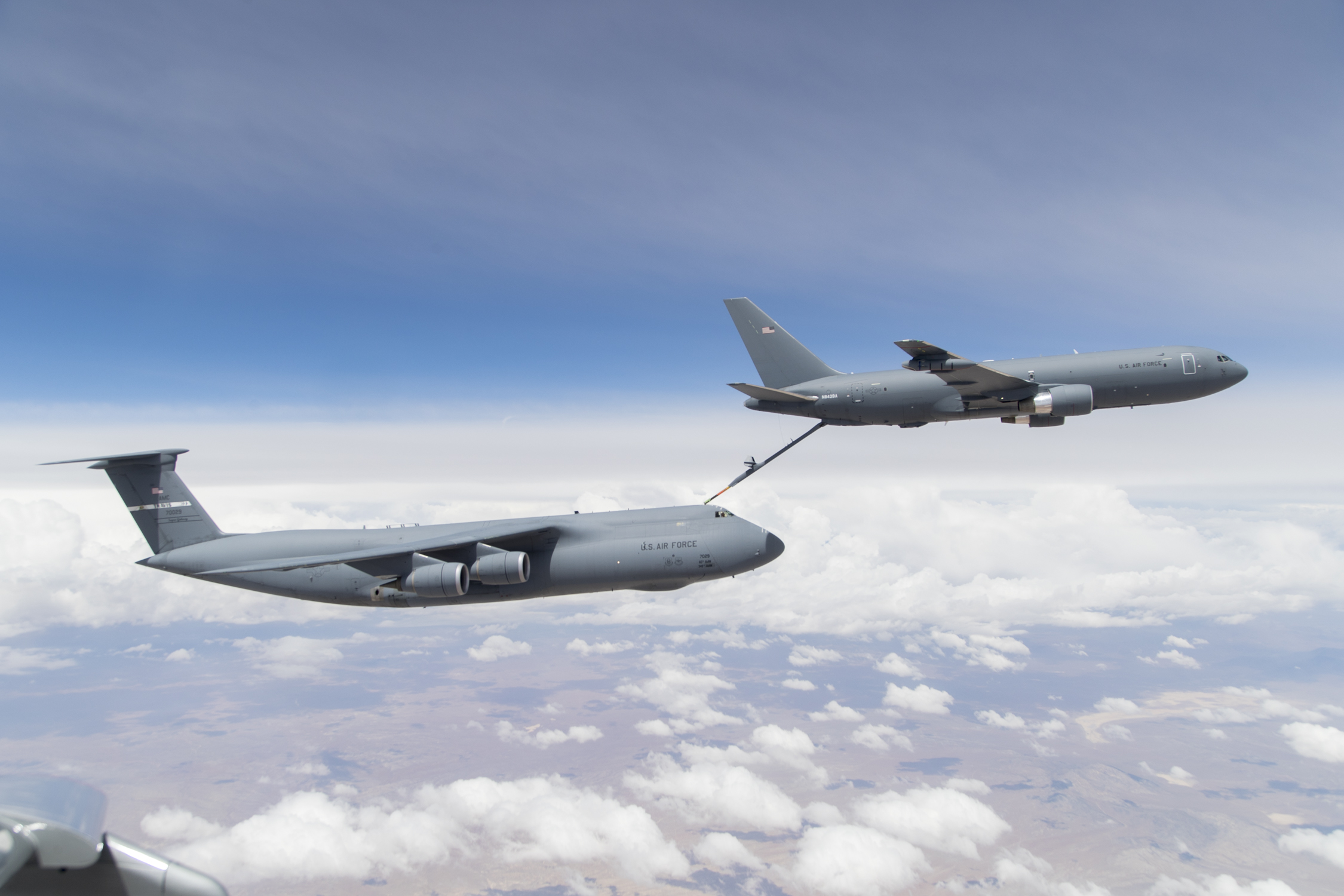
KC-46與C-5運輸機

## 规格参数（KC-46A）
参考资料：USAF KC-46A, Boeing KC-767, Boeing 767-200ER
基本信息
- 机组：3
- 容量：最多 114 座位, 18 个463L托盤（英语：463L master pallet）, 或者 58 伤病员总载油量: 212,299磅（96,297） 
最大转移油量: 207,672磅（94,198）

性能